# برادفورد ديلمان
برادفورد ديلمان (بالإنجليزية: Bradford Dillman)‏ (مواليد 14 أبريل 1930 في سان فرانسيسكو - 16 يناير 2018)، هو ممثل أمريكي بدأ مسيرته الفنية سنة 1953. هو من الحائزين على جائزة غولدن غلوب. فاز بجائزة المسرح العالمي. امتدت مسيرته الفنية لأكثر من 42 عاما. توفي يوم 16 يناير 2018 جراء مضاعفات ذات الرئة.

## الأعمال
- الطريق الذي كنا عليه
- المنفذ
- الأثر المفاجئ

## روابط خارجية
- برادفورد ديلمان على موقع IMDb (الإنجليزية)
- برادفورد ديلمان على موقع روتن توميتوز (الإنجليزية)
- برادفورد ديلمان على موقع ألو سيني (الفرنسية)
- برادفورد ديلمان على موقع تيرنر كلاسيك موفيز (الإنجليزية)
- برادفورد ديلمان على موقع أول موفي (الإنجليزية)
- برادفورد ديلمان على موقع قاعدة بيانات برودواي على الإنترنت (الإنجليزية)
- برادفورد ديلمان على موقع قاعدة بيانات الأفلام السويدية (السويدية)
- برادفورد ديلمان على موقع إن إن دي بي (الإنجليزية)
- برادفورد ديلمان على موقع قاعدة بيانات الفيلم (الإنجليزية)
- برادفورد ديلمان على موقع كينوبويسك (الروسية)